# Thierno Mouctar Bah
Thierno Mouctar Bah est un homme de lettres, enseignant et personnalité guinéenne qui a fait sa carrière au Cameroun notamment comme historien au Lycée Général-Leclerc de Yaoundé.

## Biographie

### Enfance, éducation et débuts
Thierno Mouctar Bah est né en 1943 dans le Fouta-Djalon montagneux de Guinée,. Il entame ses études supérieures à l’Université de Dakar et les poursuit à l’université Panthéon Sorbonne. Il est titulaire d'un doctorat d’Etat ès Lettres

### Parcours
Thierno Moctar Bah fait l’essentiel de sa carrière académique comme enseignant-chercheur à l’Université de Yaoundé où il s'installe en 1972,. Il est un historien connu et spécialiste de l'histoire militaire de l’Afrique. Réfugié politique au Cameroun, il est l'un des leaders guinéens chassés par le régime de Sékou Touré.
Il est auteur et collaborateur dans la rédaction de plusieurs ouvrages dans des revues comme Afrika Zamani, Revue française d’Histoire d’Outre Mer et Revue canadienne des Etudes Africaines,,.